# Antoni Mikołaj Radziwiłł
Antoni Mikołaj Radziwiłł herbu Trąby (ur. 4 października 1741, zm. w 1778) – polski książę, kanonik wileński, referendarz wielki koronny (od 1767), sekretarz wielki koronny (od 1773) i kanonik archikatedry gnieźnieńskiej.

## Życiorys
Syn Marcina Mikołaja, brat Józefa Mikołaja i Michała Hieronima.
Spoczywa w podziemiach kościoła pw. św. Jadwigi i Małgorzaty w Dębicy.